# 戴以讓
戴以讓（？—？），號振宇，福建漳州府龍溪縣（今屬龍海市）人，明朝政治人物。

## 生平
萬曆十九年（1591年）辛卯科福建鄉試舉人。萬曆二十年（1592年）聯捷三甲第一百四十七名進士。工部觀政，二十三年授大理寺左評事，二十五年升右寺副，二十六年升左，二十七年升官刑部河南清吏司郎中，终养归。三十六年起補户部郎中，三十七年仕至溫州府知府，四十一年考察降。

## 家族
曾祖父戴國瞻；祖父戴思明，生员；父親戴睿從（戴养健），寿官。